# Gsponer Höhenweg
Der Gsponer Höhenweg ist ein Bergwanderweg am Osthang – somit orographisch rechts – des Saastals im Schweizer Kanton Wallis.
Er startet in Gspon (1892 m ü. M.) und führt auf aussichtsreicher Strecke zum 14 Kilometer weiter südlich liegenden Kreuzboden (2398 m ü. M.). In dieser Gehrichtung sind 740 Höhenmeter im Auf- und 236 im Abstieg zu überwinden, wofür man fünf Stunden Gehzeit einplanen sollte. Der Kulminationspunkt liegt bei 2470 m ü. M. kurz vor dem Ziel (Flurname Chrizbode).
Der Ausgangspunkt ist mit einer Luftseilbahn von Stalden erreichbar und vom Ziel kann man ebenfalls mit einer Seilbahn nach Saas-Grund gelangen. Zwischen beiden Talstationen gibt es eine Busverbindung; Stalden ist zudem mit der Bahn erreichbar. Es wird ein Kombi-Ticket angeboten, welches Berg- und Talfahrt mit den Seilbahnen sowie die PostAuto-Fahrt zwischen den Talstationen in beliebiger Richtung enthält.

## Weitere Wanderwege
Zunächst verläuft der Weg zusammen mit der nationalen Route 6 – Alpenpässe-Weg – bis Linde Bode (Wegweiser 2229 m ü. M.), wo dieser ins Tal abzweigt, um jenseits mit der regionalen Route 27 – Swiss Tour Monte Rosa – wieder talaus zu führen.
Vom Kreuzboden führt die lokale Route 159 – Höhenweg Almagelleralp – hinab nach Saas-Almagell, wo ebenfalls eine Busanbindung besteht.
Auf der Karte zeigt die rote Linie noch die Verlängerung bis zur Weissmieshütte, zu der weitere 328 Höhenmeter zu steigen wären. Alternativ kann man vom Kreuzboden auch die Luftseilbahn nach Hohsaas nehmen und 416 Hm bis zur Hütte absteigen. Der Zeitaufwand dürfte etwa gleich sein, nur wäre man mit der Seilbahn auf 3142 m ü. M. gestiegen und dem Triftgletscher sehr nahegekommen.

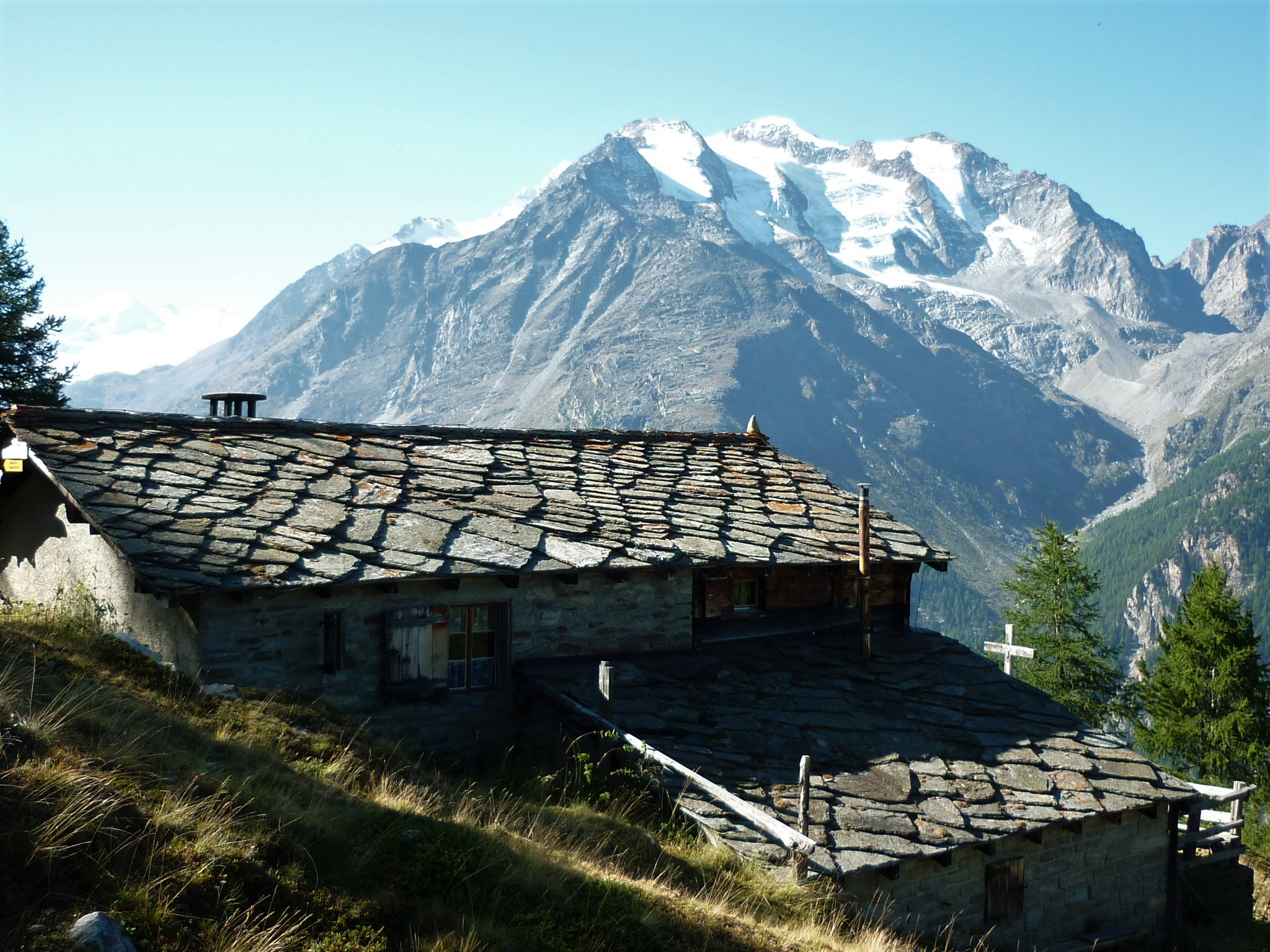
Obere Schwarze Wald mit Balfrin.
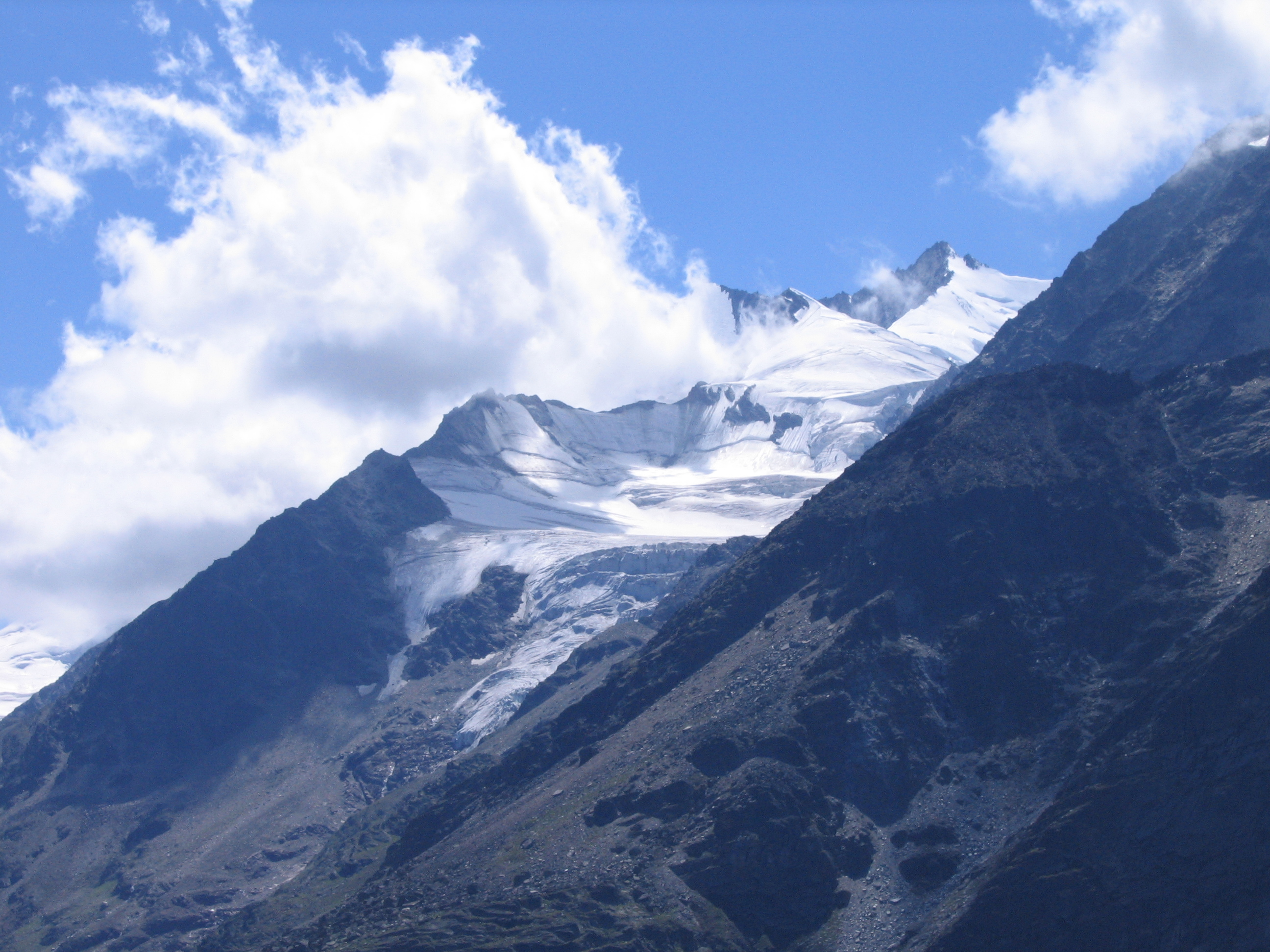
Blick von Siwibode (etwa Wegmitte) nach Südwesten.

## Nachweise
1. ↑  Gsponer Höhenweg bei «outdooractive.com».
2. ↑  Lage und Höhen bei «geo.admin.ch».